# 岡本城 (下野国)

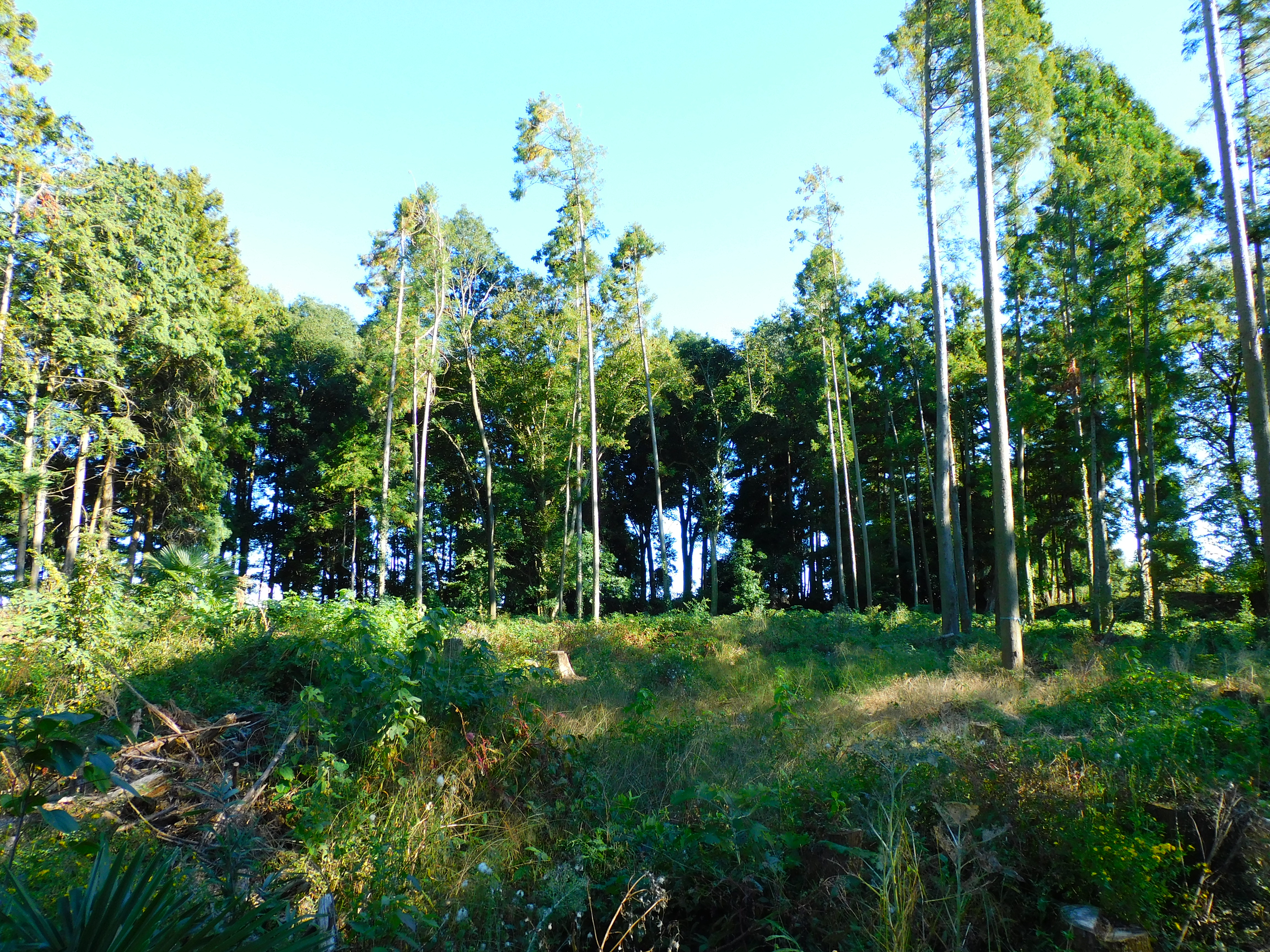
本丸跡

岡本城（おかもとじょう）は、栃木県宇都宮市大字中岡本小字根古屋にあった日本の城。14世紀前期（1337年2月以降）築城、慶長2年(1597年)10月13日廃城。別称として岡本根小屋城。

## 歴代城主
| 城主     | 生没年                                                      | 城主の期間                                               |
| -------- | ----------------------------------------------------------- | -------------------------------------------------------- |
| 岡本富高 | 生年不詳 - 観応2年(1351年)12月27日 没                       | 14世紀前期（1337年2月以降?） - 観応2年（1351年）12月27日 |
| 岡本正高 | 生年不詳 - 貞治2年（1363年）8月26日 没                      | 観応2年（1351年）12月28日 - 貞治2年（1363年）8月26日     |
| 岡本富武 | 生没年不詳                                                  | 14世紀後期                                               |
| 玉生重季 | 永正7年（1510年）生 - 天文22年（1553年）10月7日 没          | 天文19年（1550年） - 天文22年（1553年）10月7日           |
| 玉生尊宗 | 大永6年（1526年）正月23日 生 - 天正17年（1589年）11月4日 没 | 天文22年（1553年）10月8日 - 天正17年（1589年）11月4日    |
| 玉生勝昌 | 天文18年（1549年） 生 - 文禄2年（1593年）11月8日 没         | 天正17年（1589年） - 文禄元年（1592年）2月               |
| 玉生範昌 | 天正2年（1574年）3月8日 生 - 寛永12年（1635年）4月9日 没    | 文禄4年（1595年）3月15日 - 慶長2年（1597年）10月13日     |

## 沿革

### 清党岡本氏時代
岡本城は、14世紀前期、芳賀氏流岡本氏の当主岡本信濃守富高により、その居城として築かれた。しかし、築城した富高が観応2年/正平5年（1351年）の薩埵山の戦いで討死すると、その跡を継いだ富高の子正高も貞治2年/正平18年（1363年）に武蔵野における戦いで討死し、富高の血統は断絶してしまう。

### 藤姓岡本氏時代
玉生氏の系図によれば、玉生信濃守富高が、貞治2年/正平18年（1363年）6月17日、武蔵国苦林野の戦いで討死すると、その戦功により、玉生氏は岡本郷を賜ったとある。その後、玉生富高の弟である勝親が、岡本信濃守富武を名乗り、岡本城に入城する。玉生氏は、塩谷氏を出自とする藤原姓の一族であり、富武は、藤姓岡本氏ということになるが、藤姓岡本氏の歴史は不明である。しかしながら、玉生氏の系図によれば、玉生勝定（1459年生～1520年没）の娘が、勝親の子孫であろう岡本重親に嫁いでおり、この事から岡本城は、代々藤姓岡本氏の居城となっていたと考えられている。

### 玉生氏時代
玉生氏が芳賀高経の弟の重季を養子に迎えると、重季は、玉生氏の居城を岡本城に移す。その後、文禄元年（1592年）から同4年（1595年）まで笠間城を居城とした時代もあったが、代々玉生氏の居城となった。しかし、主君である宇都宮家が改易されると、岡本城も廃城となった。

## 岡本城の縄張と現在
岡本城は、高台になっている台地の角隅に築かれており、方形主郭を台地が突出した最北端に築き、その主郭を、ほぼ"へ"の字型の堀と曲輪を重ねて守る梯郭式の城と考えられている。但し、遺構は主郭周辺によく残っているものの、二の郭以降の曲輪は、長年の開発により時代を経てほとんど壊滅しており、三重堀説と五重堀説があり、議論が分かれている。
また、岡本城の北側約500mのところにも、岡本富高が築いたと伝わる居館跡の土塁と堀が僅かに残っており、名目的には別の城として扱われているが、機能的には、岡本城の出丸として位置づけられていたものと考えられている。